# Izrael na Letnich Igrzyskach Olimpijskich 1988
Izrael na Letnich Igrzyskach Olimpijskich 1988 reprezentowało osiemnaścioro zawodników : czternastu mężczyzn i cztery kobiety. Był to dziewiąty start reprezentacji Izraela na letnich igrzyskach olimpijskich.

## Skład kadry

### Boks
Mężczyźni
| Zawodnik           | Konkurencja   | 1/32             | 1/16                | 1/8                    | Ćwierćfinał             | Półfinał         | Finał            | Finał   |
| Zawodnik           | Konkurencja   | Przeciwnik Wynik | Przeciwnik Wynik    | Przeciwnik Wynik       | Przeciwnik Wynik        | Przeciwnik Wynik | Przeciwnik Wynik | Miejsce |
| ------------------ | ------------- | ---------------- | ------------------- | ---------------------- | ----------------------- | ---------------- | ---------------- | ------- |
| Ja’akow Szmuel     | waga piórkowa |                  | John Mirona W (RSC) | Richard Pittman W(5:0) | Giovanni Parisi P (0:5) | Nie awansował    | Nie awansował    | 5.      |
| Aaron Jakobaszwili | waga średnia  | Sven Ottke P     | Nie awansował       | Nie awansował          | Nie awansował           | Nie awansował    | Nie awansował    | 32.     |

### Gimnastyka
Kobiety
| Zawodniczka    | Wynik                  | Wynik                  | Wynik           | Wynik           | Wynik                  | Wynik                  | Wynik                   | Wynik                   | Wynik | Wynik   |
| Zawodniczka    | Wielobój indywidualnie | Wielobój indywidualnie | Ćwiczenia wolne | Ćwiczenia wolne | Ćwiczenia na poręczach | Ćwiczenia na poręczach | Ćwiczenia na równoważni | Ćwiczenia na równoważni | Skoki | Skoki   |
| Zawodniczka    | Wynik                  | Pozycja                | Wynik           | Pozycja         | Wynik                  | Pozycja                | Wynik                   | Pozycja                 | Wynik | Pozycja |
| -------------- | ---------------------- | ---------------------- | --------------- | --------------- | ---------------------- | ---------------------- | ----------------------- | ----------------------- | ----- | ------- |
| Rewital Szaron | 37,600                 | 88.                    | 9,575           | 86.             | 9,000                  | 89.                    | 9,500                   | 85.                     | 9,525 | 86.     |

#### Gimnastyka artystyczna
| Zawodnik           | Konkurencja           | Eliminacje | Eliminacje | Finał          | Finał          |
| Zawodnik           | Konkurencja           | Wynik      | Pozycja    | Wynik          | Pozycja        |
| ------------------ | --------------------- | ---------- | ---------- | -------------- | -------------- |
| Szulamit Goldstein | wielobój indywidualny | 36,50      | 35.        | Nie awansowała | Nie awansowała |
| Rakefet Remigolski | wielobój indywidualny | 36,45      | 37.        | Nie awansowała | Nie awansowała |

### Pływanie
Mężczyźni
| Zawodnik      | Konkurencja     | Eliminacje | Eliminacje | Półfinał      | Półfinał      | Finał         | Finał         |
| Zawodnik      | Konkurencja     | Czas       | Miejsce    | Czas          | Miejsce       | Czas          | Miejsce       |
| ------------- | --------------- | ---------- | ---------- | ------------- | ------------- | ------------- | ------------- |
| Ejal Sztigman | 100m klasycznym | 1:05,92    | 8.         | Nie awansował | Nie awansował | Nie awansował | Nie awansował |
| Ejal Sztigman | 200m klasycznym | 2:25,18    | 7.         | Nie awansował | Nie awansował | Nie awansował | Nie awansował |

### Strzelectwo
| Zawodnik       | Konkurencja | Kwalifikacje | Kwalifikacje | Finał         | Finał         |
| Zawodnik       | Konkurencja | Wynik        | Pozycja      | Wynik         | Pozycja       |
| -------------- | ----------- | ------------ | ------------ | ------------- | ------------- |
| Jicchak Jonasi | ppn 60      | 583          | 29.          | Nie awansował | Nie awansował |
| Eduard Papirow | ppn 60      | 581          | 34.          | Nie awansował | Nie awansował |
| Jicchak Jonasi | Ksp 60 l    | 584          | 51.          | Nie awansował | Nie awansował |
| Eduard Papirow | Ksp 60 l    | 594          | 24.          | Nie awansował | Nie awansował |
| Jicchak Jonasi | Ksp 3x40    | 1152         | 43.          | Nie awansował | Nie awansował |
| Eduard Papirow | Ksp 3x40    | 1165         | 21.          | Nie awansował | Nie awansował |

### Tenis ziemny
Kobiety
| Zawodnik     | Konkurencja | 1/32                  | 1/16             | 1/8              | Ćwierćfinały     | Półfinały        | Finał            | Finał            |
| Zawodnik     | Konkurencja | Przeciwnik Wynik      | Przeciwnik Wynik | Przeciwnik Wynik | Przeciwnik Wynik | Przeciwnik Wynik | Przeciwnik Wynik | Pozycja          |
| ------------ | ----------- | --------------------- | ---------------- | ---------------- | ---------------- | ---------------- | ---------------- | ---------------- |
| Ilana Berger | singel      | Jill Hetherington 0:2 | Nie awansowała   | Nie awansowała   | Nie awansowała   | Nie awansowała   | Nie awansowała   | Miejsca 33.- 64. |

Mężczyźni
| Zawodnik                 | Konkurencja | 1/32             | 1/16                        | 1/8                                   | Ćwierćfinały     | Półfinały        | Finał            | Finał             |
| Zawodnik                 | Konkurencja | Przeciwnik Wynik | Przeciwnik Wynik            | Przeciwnik Wynik                      | Przeciwnik Wynik | Przeciwnik Wynik | Przeciwnik Wynik | Pozycja           |
| ------------------------ | ----------- | ---------------- | --------------------------- | ------------------------------------- | ---------------- | ---------------- | ---------------- | ----------------- |
| Amos Mansdorf            | singel      | Yu Jin-Seon 3:0  | Kelly Evernden 3:1          | Tim Mayotte 0:3                       | Nie awansował    | Nie awansował    | Nie awansował    | Miejsca 9. - 16.  |
| Gilad Blum               | singel      | Jeremy Bates 2:3 | Nie awansował               | Nie awansował                         | Nie awansował    | Nie awansował    | Nie awansował    | Miejsca 33. - 64. |
| Szachar Perkiss          | singel      | Javier Frana 1:3 | Nie awansował               | Nie awansował                         | Nie awansował    | Nie awansował    | Nie awansował    | Miejsca 33. - 64. |
| Amos Mansdorf Gilad Blum | debel       |                  | Eoin Collins Owen Casey 3:1 | Morten Christensen Michael Tauson 0:3 | Nie awansowali   | Nie awansowali   | Nie awansowali   | Miejsca 9. - 16.  |

### Zapasy
| Zawodnik       | Konkurencja | Runda pierwsza   | Runda druga           | Runda trzecia             | Runda czwarta      | Runda piąta      | Runda szósta     | Finał            | Pozycja       |
| Zawodnik       | Konkurencja | Przeciwnik Wynik | Przeciwnik Wynik      | Przeciwnik Wynik          | Przeciwnik Wynik   | Przeciwnik Wynik | Przeciwnik Wynik | Przeciwnik Wynik | Pozycja       |
| -------------- | ----------- | ---------------- | --------------------- | ------------------------- | ------------------ | ---------------- | ---------------- | ---------------- | ------------- |
| Dow Grobermann | -48 kg      |                  | Andrzej Głąb P        | Məhyəddin Allahverdiyev P | Nie awansował      | Nie awansował    | Nie awansował    | Nie awansował    | Nie awansował |
| Ewan Bernstein | -90 kg      | Kamal Ibrahim W  | Jean-François Court P | wolny los                 | Franz Pitschmann P | Nie awansował    | Nie awansował    | Nie awansował    | Nie awansował |

### Żeglarstwo
Mężczyźni
| Zawodnik                         | Konkurencja       | Wyścig | Wyścig | Wyścig | Wyścig | Wyścig | Wyścig | Wyścig | Punkty | Finałowa pozycja |
| Zawodnik                         | Konkurencja       | 1      | 2      | 3      | 4      | 5      | 6      | 7      | Punkty | Finałowa pozycja |
| -------------------------------- | ----------------- | ------ | ------ | ------ | ------ | ------ | ------ | ------ | ------ | ---------------- |
| Dan-Noam Torten Ram-Jacob Torten | 470               | 15,0   | 36,0   | 20,0   | 5,7    | 22,5   | 36,0   | -      | 135,2  | 18.              |
| Eldad Amir Joel Sela             | Latający Holender | 11,7   | 30     | 8,0    | 0      | 25     | 0      | 15     | 59,7   | 4.               |